# Markt Hartmannsdorf
Markt Hartmannsdorf – gmina targowa w Austrii, w kraju związkowym Styria, w powiecie Weiz. Według Austriackiego Urzędu Statystycznego liczyła 2981 mieszkańców (1 stycznia 2015).